# Citheronia cacicus
Citheronia cacicus är en fjärilsart som beskrevs av Walker 1855. Citheronia cacicus ingår i släktet Citheronia och familjen påfågelsspinnare. Inga underarter finns listade i Catalogue of Life.